# Utsusivik Island
Utsusivik Island – niezamieszkana wyspa w zatoce Cumberland, w regionie Qikiqtaaluk, na terytorium Nunavut, w Kanadzie. W pobliżu Utsusivik Island położone są m.in. wyspy Nimigen Island czy Kangigutsak Island.